# Особливий випадок
«Особливий випадок» («Особый случай») — радянський кіноальманах з трьох новел 1983 року, знятий режисерами Олександром Бібарцевим, Валерієм Пендраковським і Геннадієм Ноллем на кіностудії «Мосфільм» і Кіностудії ім. М. Горького.

## Сюжет
Кіноальманах складається з трьох новел: «Об'їзник», «Вік живи — вік люби» і «Особливий випадок».

### «Об'їзник»
За мотивами однойменного оповідання Євгена Носова. До рідного села після війни повертається солдат-переможець. Також переможно Гнат завойовує найкращу сільську наречену, отримує найкращу «незапилену» роботу об'їзника заповідного степу. Все начебто добре. Ростуть діти. Тільки жорстка від війни душа ні-ні, та проявить себе…

### «Вік живи— вік люби»
Міський підліток Санька приїхав до села до бабусі. Невдовзі дядько Мітяй вирішив його взяти з собою в ліс і показати найпотаємніші ягідні місця. До них напросився і дядько Володя. Мітяй був боржником у нього і, розраховуючи на те, що його борг частково погаситься, охоче взяв із собою і дядька Володю…

### «Особливий випадок»
Бажаючи прискорити свій поступ по службі, Антон — працівник овочебази, підігруючи слабкості начальника до жіночої статі, періодично влаштовував йому заміські прогулянки, де відбувалися зустрічі шефа з черговою жінкою серця. Якось Лариса, наречена Антона, вирішила особисто переконатися в тому, куди так часто зникає її наречений, і познайомилася з шефом, який відразу ж запросив її на пікнік…

## У ролях
- Олександр Карін — Гнат Степанович, солдат, що повернувся з війни
- Ольга Пономарьова — головна роль
- Олексій Зайцев — односельець Ігната
- Тамара Фурсова — роль другого плану
- Сергій Винокуров — роль другого плану
- С. Крутов — роль другого плану
- Регіна Лялейкіте — Віра
- Володимир Калінін — роль другого плану
- Володя Сизов — Саня
- Олександр Єрмаков — Митяй
- Михайло Кононов — дядько Володя
- Ольга Машна — Лариса
- Борис Токарєв — Антон
- Анатолій Ромашин — роль другого плану
- Наталія Крачковська — роль другого плану
- Тетяна Агафонова — роль другого плану
- Людмила Гладунко — роль другого плану
- Лариса Панченко — роль другого плану
- Ніна Дворжецька — роль другого плану
- Олександр Малов — роль другого плану
- Олександр Андрєєв — матрос

## Знімальна група
- Режисери — Олександр Бібарцев, Валерій Пендраковський, Геннадій Нолль
- Сценаристи — Михайло Ворфоломєєв, Валерій Пендраковський, Віктор Мережко
- Оператори — Павло Лебешев, Анатолій Лапшов, В'ячеслав Звонілкін
- Композитори — Марат Камілов, Едуард Артем'єв
- Художники — Володимир Банних, Володимир Душин, Віктор Юшин